# Chlorocoma assimilis
Chlorocoma assimilis là một loài bướm đêm trong họ Geometridae.